# Млада Земља
Млада Земља је скуп креационистичких хипотеза које заступају став да су небеса, Земља и сав живот на Земљи створени од Библијског Бога (Творца) током релативно кратког времена, негде пре између 6.000 и 10.000 година. Његови следбеници су Хришћани и Јевреји који верују да је Бог створио Земљу за шест дана, буквално схватајући стварање света по Библији као основу за своја веровања.
Научни консензус, који је изјавом из 2006. подржало 68 националних и међународних академија наука, јесте доказима подупрта чињеница да је свемир настао пре 13 милијарди година, да је Земља настала пре око 4,5 милијарди година, док се живот појавио пре најмање 2,5 милијарди година.
Многи креационисти младе Земље су активни у развоју научног креационизма, подухвата који сматра да се догађаји повезани са натприродним стварањем могу доказати и моделовати кроз научни метод. Научни креационизам се сматра ненаучним и у концепцији и методологији.
Највећи број креациониста који верују да је Земља створена пре пар хиљада година се налази у Сједињеним Државама. Између 40—50% одраслих верује у идеју младе Земље, у зависности од анкета. Према Галуповој анкети из децембра 2010, око 40% Американаца верује у идеју младе Земље, од тога 52% међу републиканцима и 34% међу демократама. Проценат опада са повећањем степена образованости — само 22% учесника анкете који су завршили факултет је веровало у поређењу са 47% оних који су имали средњу школу или још мањи степен образовања.

## Историја

### Порекло
Најранија јеврејска хроника после изгнанства сачувана на хебрејском језику, Седер Олам Рабу, коју је саставио Хосе Бен Халафта 160. године, датира стварање света у 3751. п. н. е., а каснија Седер Олам Зута у 4339. п. н. е. Хебрејски календар датира стварање света у 3761. п. н. е.
Теоретичари креационизма тврде да овај став има своје најраније корене у древном јудаизму, позивајући се, на пример, на коментаре о постању од Ибн Езре (око 1089—1164). Шај Чери са Универзитета Вандербилт приметио је да су савремени јеврејски теолози углавном одбацили такво буквално тумачења тог текста, па чак и да јеврејски коментатори који се противе неким аспектима Дарвинове мисли генерално прихватају научни доказе да је Земља много старија.
Септуагинта је традиционално рачунала датум стварања у око 5500. п. н. е., Самарићанска Тора у период око 4300. п. н. е. а мазоретски текст у период око 4000. п. н. е. Многи од најранијих хришћана који су пратили Септуагинту су израчунали да је стварање било око 5500. п. н. е., и хришћани су до средњег века и даље користили ову грубу процену: Климент Александријски (5592. п. н. е.), Јулије Африканац (5501. п. н. е.), Евсевије Цезарејски (5228. п. н. е.), Јероним Стридонски (5199. п. н. е.), Иполит Римски (5500. п. н. е.), Теофил Антиохијски (5529. п. н. е.), Сулпиције Север (5469. п. н. е.), Исидор Севиљски (5336. п. н. е.), Панодорус Александријски (5493. п. н. е.), Максим Исповедник (5493. п. н. е.), Георгије Синкел (5492. п. н. е.) и Гргур Турски (5500. п. н. е.). Византијски календар је традиционално за датум стварања света узимао 1. септембар 5509. п. н. е., Марија Агредска и њени следбеници 5199. п. н. е., а рана Етиопска црква (као што је откривено у Аксумској књизи) у 5493. п. н. е. Беда Поштовани је био један од првих који се дистанцирао од стандардног септуагинтског датума стварања и у свом раду De Temporibus ("О времену") датум стварања је ставио у 18. март 3952. п. н. е., али је био оптужен за јерес од бискупа Вилфрида, јер је његова хроника била у супротности са прихваћеним прорачуном од око 5500. п. н. е. Након објављивања масоретиског текста, датуми стварања у периоду око 4000. п. н. е. су постали уобичајени и широко прихваћени. Предлоге датуми стварања користећи мазоретски текст из из 10. века - из 18. века дали су: Маријан Шкот (4192 пре нове ере. ), Мојсије Мајмонид (4058. п. н. е.), Анри Спонданус (4051. п. н. е.), Бенедикт Переира (4021. п. н. е.), Луј Капел (4005. п. н. е.), Џејмс Ашер (4004. п. н. е.), Августин Калмет (4002. п. н. е.), Исак Њутн (4000. п. н. е.), Јохан Кеплер (27. април 3977. п. н. е.), Дионизије Петавије (3984. п. н. е.), Теодор Библијандер (3980. п. н. е.), Кристен Соренсен Лонгомонтанус (3966. п. н. е.), Филип Меланхтон (3964. п. н. е.), Мартин Лутер (3961. п. н. е.), Џон Лајтфут (3960. п. н. е.), Корнелиј Лапид (3951. п. н. е.) Јосиф Скалигер (3949. п. н. е.), Кристоф Хелвиг (3947. п. н. е.), Герхард Меркатор (3928. п. н. е.), Метју Бруар (3927. п. н. е.), Бенито Аријас Монтано (3849. п. н. е.), Андреас Хелвиг (3836. п. н. е.), Дејвид Ган (3761. п. н. е.) и Гиршом бен Јуда (3754. п. н. е.).
Међу предлагачима датума стварања на основу мазоретског текста, Ашерова објашњена хронологија која је датирала стварање у 4004. п. н. е., је постала највише прихваћена и најпопуларнија, углавном због тога што је тај датум био везан за Библију краља Џејмса. Најкаснији икада забележен датум стварања у оквиру креационизма младе Земље је 3616. п. н. е. према Јом Тому Липману Хелеру из 17. века. Најстарији традиционални предложени датум у оквиру креационизма младе Земље је 6984. п. н. е. према Алфонсу X. Међутим, неки оновремени или новији заговорници креационизма младе Земље су померили ову цифру уназад неколико хиљада година. Харолд Кампинг је, на пример, датум стварања сместио у 11.013. п. н. е., док је Кристијан Карл Јосија Бунзен из 19. века предложио период стварања до 20.000. п. н. е.
Упркос дугој историји хришћанства и јудаизма повезаном са креационизмом младе Земље, одређен број истакнутих раних црквених отаца и хришћански писаца, укључујући Оригена и Августина Хипонског нису веровали да мит о стварању из Књиге постања приказује обичне соларне дане и схватали су причу о стварању као алегоричну, као и теолошки истиниту. Неколико раних Јевреја је такође тумачило Књигу постања на алегоричан начин, укључујући пре свега Филона.
Протестантска реформаторска херменеутика је настала око реформатора као што су Жан Калвин и Мартин Лутер, а касније протестанти теже ка дословном схватању Библије онако како је преведена.

### Опадање
Подршка за веровање о младој Земљи је опала од 18. века захваљујући напретку научне револуције и померању научних парадигми. Геолошка открића су довела до бројних објашњења који су захтевали већу старост Земље, попут нептунизма Абрахама Готлоба Вернера. Џејмс Хатон, који се сматра оцем модерне геологије, је отишао даље и створио концепт дубоког времена зарад научног истраживања. Уместо да прихвати да се Земља погоршала од првобитног стања, он је сматрао да Земља мора бити много старија (сматрао је да је Земља бесконачно стара). Хатон је изјавио да:
прошлост наше планете се мора објаснити оним што видимо да се дешава сада. Силе које нису природне нашој планети се не могу употребити, ниједна акције не може бити прихваћена осим оних чије принципе знамо.
Хатонов главни аргумент у његовој теорији названој плутонизам је био да се огромне померања и промене које је видео не дешавају у кратком временском периоду путем катастрофе, већ да су из изазвали инкрементални процеси уздизања и ерозије који се и данас дешавају на Земљи. Како ови процеси су постепени и спори, Земља би морала да буде старија, како би се омогућило довољно времена да се промене десе. Научна истраживања о конкурентној идеји катастрофизма су помериле старост Земље на неколико милиона година - што је још увек много млађе него што је уобичајено прихваћено међу савременим научницима, али и велика промена у односу на буквално гледиште да је земља стара само неколико хиљада година.
Хатонове идеје је популаризовао сер Чарлс Лајел почетком 19. века. Лајелово енергично заступање и реторика довели су да научна заједница и јавност у великој мери прихвате да је Земља старија од неколико хиљада година. До тог времена Вилијам Бакленд, Адам Сеџвик и други раних геолози су напустили своје раније идеје о катастрофизму услед библијског потопа и ограничили своја објашњења за локалне поплаве. Званична наука је до 1830-их напустили идеју о младој Земљи као озбиљну хипотезу. За истраживаче Библије и хришћанске научнике је постало важно да ускладе мит о стварању са новим научним резултатима у „нову геологију“.
Прихватању чињенице да је Земља старија од виђења услед дословног схватања библијске приче о младој Земљи прво су се супротстављали скриптурални геолози, а касније и оснивачи Института Викторија.

### Оживљавање
Успон фундаменталистичког хришћанства на почетку 20. века, као дела покрета за негацију еволуције, је оживео интересовање за идеју о младој Земљи. Године 1923, адвентиста Џорџ Макриди Прајс, је написао књигу „Нова геологија“ (The New Geology), делимично инспирисану књигом „Патријарси и пророци“ (Patriarchs and Prophets) адвентистичког проповедника Елен Г. Вајт која је описивала утицај потопа на облик Земље. Иако није школовани геолог, Прајсови списи, који су биле засноване на читању геолошких текстова и докумената, а не теренским или лабораторијским радом,  су дали експлицитно перспективу фундаменталиста на геологију. Књига је привукла малу пажњу, углавном међу лутеранским свештеницима и адвентистима у Америци. Хари Ример је био још један истакнути експонент сличних погледе, барем током свог евангелистичког периода живота (чини се да је Ример заступао и креационистичке теорије о „празнинама“ и локалне потопе).

## Веровања

### Став према науци
Једна од уобичајених одлика креационистичких теорија о „младој Земљи“ је да супротстављање еволуцији, иако се оне такође против многим тврдњама из области физике и хемије (посебно према методама за одређивање старости), геологије, астрономије, космологије, палеонтологије, молекуларне биологије, генетике, лингвистике, антропологије, археологије, климатолигије и дендрохронологије. Младоземаљски креационисти се изричито супротстављају било каквим објашњењима о пореклу света и свемира од онога што одступа од дословног схватања, било да је у питању порекло биолошке разноврсности, порекло живота или порекло самог универзума. То је навело неке креационисте да критикују чак и интелигентни дизајн, идеју која се сматра за прикривени облик креационизма, пошто не брани њихов став о старости Земље, посебном стварању и идентитету творца. За неке младоземаљске креационисте ово представља превише компромиса.

### Тумачење Књиге постања
Креационисти младе Земље тумаче текст о стварању на строго буквалан начин. За огромну већину младоземљаша, алегоријско тумачење стварања света по Библији, човековог прогона из Раја, Нојеве барке и Вавилонске куле би поткопало основне хришћанске доктрине као што су рођење и васкрсење Исуса Христа. Дакле, они верују да је Бог створио свет за шест дана нормалне дужине, засадио Рајски врт за становање првобитног људског пара (Адама и Еве). Као резултат потоњег човековог прогона из Раја, човечанство је било приморано на тежак рад да обезбеди храну, порођаји су постали болни и да се појавила физичка смрт. Креационисти младе Земље сматрају да су пре прогона из Раја све животиње биле биљоједи.
Генеалогије књиге постања прати линију потомства од Адама преко Ноја до Аврама. Креационисти младе Земље тумаче буквално ове генеалогије, укључујући старости мушкараца. На пример, по овој генеалогији Метузалем је живео 969 година. Постоје разлике у мишљењу о томе да ли је потребно родослове узети комплетне или скраћено, па отуда се старост Земље креће у опсегу од 6.000 до 10.000 година. Заговорници креационизма старе Земље су склони да тумаче генеалогију као непотпуну, и обично тумаче дане из прве главе Књиге постања као дужи временски период.

### Старост Земље
Заговорници овог правца креационизма верују да је Земља „млада“, тј. стара око 6.000 до 10.000 година. Ово се ослања на буквално схватање библијске хронологије и у супротности је са старошћу од 4,54 милијарди година колико процењују данашњи геолози користећи геохроонолошке методе међу којима је радиометријско датирање. Креационисти тврде да брзина радиоактивних распада није константна и оспоравају тачност научно прихваћених радиометријских метода. Иако постоји доказа за променљивост брзине распада, ово се у природи дешава под одређеним околностима које нису релевантна за радиометријско датирање. Брзина радиоактивних распада по којој би теорија младе Земље била могућа би значило да би Земља била спржена услед топлоте која се ослобађа радиоактивним распадима.

### Старост свемира
Креационисти држе да су звезде створене у исто време кад и Земља. Међутим, чињеница да су откривене звезде на удаљености од неколико милијарди светлосних година представља проблем за креационисте, јер би због константне брзине светлости требало да су видљиве само звезде на удаљености од неколико хиљада светлосних година.
Да би решили овај проблем, креационисти су понудили идеју о опадању брзине светлости, тј. да је брзина светлости пре неколико хиљада година била неколико милиона пута већа. Међутим, брзина светлости није произвољна брзина без утицаја на друге системе, већ се појављује у многим фундаменталним једначинама, каква је E=mc². Ако би брзина светлости била већа, онда би материја морала имати више енергије по јединици масе. Спонтано губљење енергије би нарушило закон о одржању енергије.

### Људска историја
У складу са дословним тумачењем Књиге постања, младоземаљски креационисти верују да су Адам и Ева преци целокупне људске врсте; стога они обично сматрају да су се њихови синови и кћери венчавали међу собом да би створили нову генерацију деце. Потоп је према њима убио све људе на земљи осим Ноја и његових синова и њихових супруга. Стога су сви људи потомци једне породице, која је носила генетски базен целокупне људске врсте. Насупрот прихваћеном мишљењу у антропологији, креационисти сматрају да су амерички и аустралијски староседеоци, као и све друге етничке групе постале из миграција након митског покушаја изградње Вавилонске куле.

### Палеонтологија и диносауруси
Значај овог питања за младоземаљске креационисте има своје корене у библијском тумачењу човековог пада у грех што је за последицу имала доласка смрти на свет, не само за човечанство, већ за сва створења. Креационисти не поричу постојање диносауруса и других изумрлих животиња које су присутне у фосилним записима. Обично верују да фосили представљају остатке животиња које су нестале током потопа. Већина верује да је Ноје сместио диносаурусе са собом у барци, и да су постепено изумрли као резултат веома различитог окружења после потопа.
Термин „диносаурус“ први пут је употребио Ричард Овен 1842. Пошто је то модерна кованица изведена из грчког језика, Библија не користи реч „диносаурус“, али за хебрејску реч „танин“ креационисти сматрају да се односи на диносаурусе. Реч тани се може превести као „морско чудовиште“ или „змија“, али се обично преводи као „змај“. Ова створења су поменута скоро тридесет пута у Старом завету и налазе се и на копну и на води. На другом месту, Библија (Књига о Јову) описује велико створење које се назива „бехемот“ или „бахамут“  које „диже реп свој као кедар“. Бехемот је описан као „прво између дела Божјих“ и немогуће за хватање. Неки библијски тумачи су поистоветили бехемота као слона, нилског коња или бика, али како ове животиње имају веома танке репове који се не може упоредити са величином кедра, креационисти често поистовећују бехемота са диносаурусима сауроподима. Неки креационисти верују да се бехемот специфично односи на брахиосауруса, јер Књига о Јову (у енглеским преводима) каже да је „владар путева Божјих“, што би требало да значи да је највећа животиња коју је Бог створио. Међутим, неки научници сматрају да се помињање кедра у ствари односи на његово игличасто лишће, које подсећа на штрчеће длаке које се налазе на реповима реповима савремених слонова, носорога и нилских коња.
Левијатан је реч за још једно створење из Старог завета, која у савременом хебрејском значи кит. Неки креационисти тврде да је левијатан описан тако да има карактеристике створења која би се данас звали диносауруси, змајеви или водене змије. Неки тумачи Библије идентификовали левијатана из Књиге о Јову као нилског крокодила или истичу да има седам глава и да је чисто митско створење. Као и случају бехемота, креационисти покушавају да повежу левијатана са диносаурусима.
Дуги низ година, креационисти су наводно заједничке отиске стопала људи и диносауруса у формацији Глен Роуз, у државном парку Долина диносауруса у Тексасу као доказ суживота, иако је већина напустила ове тврдње, пошто је пажљива провера показала неке од њих да буду или измишљотине или лажне појаве, што су је касније и потврђено. Неки креационисти верују да су диносауруси (као и друга изумрла створења као што су плесиосауруси) и преживели у изолованим местима, позивајући се на наводна виђења језерских или морских немани попут чудовишта из Лох Неса. Други креационисти позивају на опрез о наводним виђењима плесиосауруса, јер ајкуле из врсте Cetorhinus maximus које труле после смрти могу да личи на плезиосауре. Креационисти се понекад окрећу криптозоологији да подржи идеју да су бића за које се зна само из фосила живела заједно са људима.
Креационисти повремено тврде да су диносауруси преживели у Аустралији и да су абориџинске легенде чудовиштима-гмизавцима су доказ тога, мислећи на изумрлу животињу познату под именом мегаланија (Varanus priscus). Међутим, мегаланија је била гигантски варан, а не диносаурус, пошто је и њен проналазач Ричард Овен, схватио да су то скелетни остаци гуштера, а не архиосаурије.

## Заговорници
- Адвентизам
- Протестантска реформисана црква у Америци
- Лутеранска црква — Мисуријски синод
- Евангеличка реформисана презбитеријанска црква